# Qualificazioni alla CONCACAF Gold Cup 2023
Questa voce raccoglie un approfondimento sui risultati degli incontri per l'accesso alla fase finale della CONCACAF Gold Cup 2023. I due turni hanno determinato le ultime tre squadre qualificate alla CONCACAF Gold Cup 2023.
Le partite si sono giocate dal 16 al 20 giugno al DRV PNK Stadium di Fort Lauderdale, negli Stati Uniti.

## Squadre
12 squadre competono per i tre posti rimanenti nella CONCACAF Gold Cup, in base alle qualificazioni della CONCACAF Nations League 2022-2023:
- Le terze classificate di ognuno dei quattro gironi della Lega A.
- Le seconde classificate di ognuno dei quattro gironi della Lega B.
- Le vincitori di ognuno dei quattro gironi della Lega C.[3]

| Lega A                  | Lega B                          | Lega C                            |
| ----------------------- | ------------------------------- | --------------------------------- |
| Suriname (3º Girone A)  | Guadalupa (2º girone A)         | Sint Maarten (1º girone A)        |
| Martinica (3º Girone B) | Guyana (2º girone B)            | Saint Kitts e Nevis (1º girone B) |
| Curaçao (3º Girone C)   | Antigua e Barbuda (3º girone A) | Saint Lucia (1º girone C)         |
| Grenada (3º Girone D)   | Guyana francese (2º girone D)   | Porto Rico (1º girone D)          |

Inizialmente Trinidad e Tobago era inclusa tra le nazionali partecipanti in quanto seconda classificata del Girone C nella Lega B, ma ha ottenuto la qualificazione automatica alla Gold Cup in seguito alla squalifica della nazionale di Nicaragua. Al suo posto, ai turni preliminari si è qualificata la nazionale di Antigua e Barbuda, la selezione della Lega B con il miglior punteggio non ancora qualificata.

## Sorteggio
Il sorteggio si è svolto il 14 aprile 2023 a Inglewood. Per il primo turno, le sei squadre con il miglior piazzamento nel ranking CONCACAF a Marzo 2023 sono state inserite nel sorteggio come teste di serie.
| Teste di serie                      | Teste di serie | Teste di serie |
| Nazionale                           | Punti          | Posizione      |
| ----------------------------------- | -------------- | -------------- |
| Trinidad e Tobago Antigua e Barbuda | 1254           | 11             |
| Martinica                           | 1246           | 12             |
| Curaçao                             | 1171           | 14             |
| Guyana francese                     | 1086           | 15             |
| Suriname                            | 1079           | 16             |
| Guyana                              | 994            | 18             |
| Non teste di serie                  |                |                |
| Nazionale                           | Punti          | Posizione      |
| Guadalupa                           | 966            | 19             |
| Saint Kitts e Nevis                 | 923            | 21             |
| Saint Lucia                         | 795            | 24             |
| Grenada                             | 791            | 25             |
| Porto Rico                          | 790            | 26             |
| Sint Maarten                        | 413            | 37             |

## Tabellone
|  | 1º turno            | 1º turno            | 1º turno |  |  | 2º turno            | 2º turno            | 2º turno |  |
|  |                     |                     |          |  |  |                     |                     |          |  |
|  | Antigua e Barbuda   | Antigua e Barbuda   | 0        |  |  |                     |                     |          |  |
|  | Guadalupa           | Guadalupa           | 5        |  |  | Guadalupa           | Guadalupa           | 2        |  |
|  | Guyana              | Guyana              | 1 (5)    |  |  | Guyana              | Guyana              | 0        |  |
|  | Grenada             | Grenada             | 1 (3)    |  |  |                     |                     |          |  |
|  | Martinica           | Martinica           | 3        |  |  |                     |                     |          |  |
|  | Saint Lucia         | Saint Lucia         | 1        |  |  | Martinica           | Martinica           | 2        |  |
|  | Suriname            | Suriname            | 0 (3)    |  |  | Porto Rico          | Porto Rico          | 0        |  |
|  | Porto Rico          | Porto Rico          | 0 (4)    |  |  |                     |                     |          |  |
|  | Curaçao             | Curaçao             | 1 (2)    |  |  |                     |                     |          |  |
|  | Saint Kitts e Nevis | Saint Kitts e Nevis | 1 (3)    |  |  | Saint Kitts e Nevis | Saint Kitts e Nevis | 1 (4)    |  |
|  | Guyana francese     | Guyana francese     | 4        |  |  | Guyana francese     | Guyana francese     | 1 (2)    |  |
|  | Sint Maarten        | Sint Maarten        | 1        |  |  |                     |                     |          |  |

## Primo turno
| Squadra 1         | Risultato       | Squadra 2           |
| ----------------- | --------------- | ------------------- |
| Antigua e Barbuda | 0 - 5           | Guadalupa           |
| Martinica         | 3 - 1           | Saint Lucia         |
| Curaçao           | 1 - 1 (2-3 dtr) | Saint Kitts e Nevis |
| Guyana francese   | 4 - 1           | Sint Maarten        |
| Suriname          | 0 - 0 (3-4 dtr) | Porto Rico          |
| Guyana            | 1 - 1 (5-3 dtr) | Grenada             |

### Risultati
| Arbitro: | Fernando Guerrero |

|  |           |                                                               |
|  | Marcatori | Solvet 28’ Tell 45+4’ Davidas 66’ Archimède 70’ Phaeton 90+3’ |

| Arbitro: | Reon Radix |

|                                  |           |                       |
| Fabien 18’ Labeau 74’ Burner 86’ | Marcatori | Hackett-Fairchild 40’ |

| Arbitro: | Bryan Lòpez |

|                                        |                      |                              |
| Locadia 22’                            | Marcatori            | Terrell 83’                  |
| Felida J. Bacuna Janga Anita L. Bacuna | Tiri di rigore 2 – 3 | Sawyers Lewis Bertie Terrell |

| Arbitro: | Randy Encarnación |

|                                                |           |                |
| Abelinti 28’ (rig.), 49’ Baal 44’ Nemouthe 75’ | Marcatori | 40’ Amatkarijo |

| Arbitro: | Joseph Dickerson |

|                                      |                      |                                       |
| Chery Jozefzoon Pinas te Vrede Abena | Tiri di rigore 3 – 4 | Rivera Servania Antonetti Ydrach Díaz |

| Arbitro: | Keylor Herrera |

|                                            |                      |                                                   |
| Glasgow 22’                                | Marcatori            | 60’ Mitchell                                      |
| Bonds Glasgow Duke-McKenna Benjamin Wilson | Tiri di rigore 5 – 3 | Charles-Cook Hippolyte Mitchell Berkeley Agyepong |

## Secondo turno
| Squadra 1           | Risultato       | Squadra 2       |
| ------------------- | --------------- | --------------- |
| Guadalupa           | 2 - 0           | Guyana          |
| Martinica           | 2 - 0           | Porto Rico      |
| Saint Kitts e Nevis | 1 - 1 (4-2 dtr) | Guyana francese |

### Risultati
| Arbitro: | Oshane Nation |

|                                   |           |  |
| Gordon 18’ (aut.) Gravillon 90+5’ | Marcatori |  |

Guadalupa qualificata al Girone D.
| Arbitro: | Rubiel Vázquez |

|                          |           |  |
| Labeau 52’ Fortuné 90+5’ | Marcatori |  |

Martinica qualificata al Girone C.
| Arbitro: | Adonai Escobedo |

|                              |                      |                                   |
| T. Williams 41’              | Marcatori            | 53’ (rig.) Arnold Abelinti        |
| Freeman Sawyers Bertie Lewis | Tiri di rigore 4 – 2 | Vancaeyezeele Baal Issorat Marmot |

Saint Kitts e Nevis qualificata al Girone A.